# Shane O'Brien
Shane Joseph O'Brien (Auckland, 27 de septiembre de 1960) es un deportista neozelandés que compitió en remo. Participó en los Juegos Olímpicos de Los Ángeles 1984, obteniendo una medalla de oro en la prueba de cuatro sin timonel.

## Palmarés internacional
| Juegos Olímpicos | Juegos Olímpicos             | Juegos Olímpicos | Juegos Olímpicos   |
| Año              | Lugar                        | Medalla          | Prueba             |
| ---------------- | ---------------------------- | ---------------- | ------------------ |
| 1984             | Los Ángeles (Estados Unidos) | Medalla de oro   | Cuatro sin timonel |